# Свекоманы

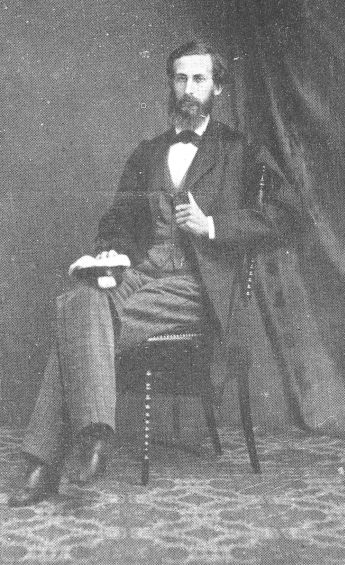
Основатель партии — Аксель Олоф Фреуденталь

Свекоманы, или шведоманы (швед. Svekomaner, фин. ruotsalaisuusliike, шведская партия) — националистическая партия шведского меньшинства в Великом княжестве Финляндском в XIX веке.
Движение зародилось в 1860-е годы в противовес движению финноманов. Шведоманы стремились к сохранению ведущего положения шведского языка и культуры, а также самой шведской общины в общественно-политической и экономической жизни Финляндии. Одновременно выступали за сохранение и расширение автономии Великого княжества Финляндского в составе Российской империи.

## История
На всем протяжении царствования императоров Александра II и Александра III шведоманская аристократия неизменно старалась своим верноподданническим поведением добиться ряда уступок в пользу финляндской автономии.
При императоре Николае II русское правительство проводило политику русификации Финляндии, и надежды на помощь «сверху» для шведоманов рухнули. Тогда последние перешли в лагерь легальной оппозиции став центром, вокруг которого группировались оппозиционные элементы финляндского общества.
Шведоманы завязали тесные отношения с русскими либеральными кругами и в 1904 году вместе с младофиннами образовали коалиционную партию пассивного сопротивления «союз конституционалистов». Партия просуществовала недолго. По мере роста революционного движения она все более правела и в 1907 году раскололась опять на шведоманов и финноманов. От шведской партии вскоре откололись умеренные мелкобуржуазные элементы — младошведы. Старое же ядро шведоманов, опиравшееся на крупную буржуазию и аристократию, послужило исходным пунктом для образования в 1906 году новой Шведской народной партии.